# 어머니는 강하다
"어머니는 강하다"는 1968년 공개된 대한민국의 영화이다.

## 배역
- 오영일
- 고은아
- 윤정희
- 허장강
- 전양자
- 도금봉
- 한은진
- 이수련
- 이빈화
- 이풍구
- 성소민
- 송해
- 김웅
- 박미영
- 유하나